# Општина Попово
Општина Попово се налази у Трговишкој области на североистоку Бугарске. Према подацима од 21. јула 2005. године има 36 692 становника који живе у 35 насељених места. Површина општине је 833,2 km².
Насељена места у општини су:
- Априлово,
- Баба Тонка,
- Берковски,
- Бракница,
- Водица,
- Гагово,
- Глогинка,
- Горица,
- Долец,
- Доња Кабда,
- Дриново,
- Еленово,
- Заветно,
- Зараево,
- Захари Стојаново,
- Звезда,
- Иванча,
- Кардам,
- Ковачевец,
- Козица,
- Конак,
- Ломци,
- Манастирица,
- Марчино,
- Медовина,
- Осиково,
- Паламарца,
- Помоштица,
- Попово,
- Посабина,
- Садина,
- Светлен,
- Славјаново,
- Трстика,
- Цар Асен